# Kassari
Kassari és una illa d'Estònia. Té una superfície de 19,3 km² i una població d'uns 300 habitants. Té un museu dedicat a Oskar Kallas i Aino Kallas.
Administrativament forma part del comtat de Hiiu i del municipi de Käina. A l'illa hi ha quatre pobles: Esiküla, Kassari, Orjaku i Tagaküla.